# 원덕 (서하)
원덕(元德)은 서하 숭종(西夏 崇宗) 이건순(李乾順)의 치세에 쓰던 연호이다.

## 연대 대조표
| 원덕        | 원년                           | 2년            | 3년            | 4년            | 5년            | 6년            | 7년            | 8년             | 9년            |
| 서기 (西紀) | 1119년                         | 1120년         | 1121년         | 1122년         | 1123년         | 1124년         | 1125년         | 1126년          | 1127년         |
| 간지 (干支) | 기해(己亥)                     | 경자(庚子)     | 신축(辛丑)     | 임인(壬寅)     | 계묘(癸卯)     | 갑진(甲辰)     | 을사(乙巳)     | 병오(丙午)      | 정미(丁未)     |
| 북송 (北宋) | 중화(重和) 2년 선화(宣和) 원년 | 선화(宣和) 2년 | 선화(宣和) 3년 | 선화(宣和) 4년 | 선화(宣和) 5년 | 선화(宣和) 6년 | 선화(宣和) 7년 | 정강(靖康) 원년 | 정강(靖康) 2년 |

## 같이 보기
- 다른 왕조의 같은 연호
  - 일본(日本) 겐토쿠(元德, 1329년 ~ 1332년)

- 중국의 연호 목록

| 이전 연호 옹녕(雍寧) | 중국의 연호 서하(西夏) | 다음 연호 정덕(正德) |